# Траурна хесперида
Траурната хесперида (Erynis tages) е пеперуда от семейство Hesperiidae.

## Описание
Траурната хесперида се разчивава от други представители на рода по преобладаващо монохромното, сиво-кафяво оцветяване на крилата, мраморния ефект в горната част на предните крила, както и поредица от малки бели точки по ръба на крилото. Светлите екземпляри от Carcharodus alceae се различават по стъклените петънца на предното крило и по назъбения ръб на задното крило. 
Половият диморфизъм не е добре изразен, като женските екземпляри са незначително по-едри.

## Разпространение
Траурната хесперида е широко разпространена от Иберийския полуостров и Ирландия на запад до Тихия океан в Източна Азия на изток. На север границата на зоната следва приблизително 62-ия паралел. В Азия видът прониква на юг през Кавказ до Пакистан, а в Китай границата на зоната е далеч на юг. Видът е широко, но неравномерно разпространен във Великобритания.

## Среда и начин на живот
Erynnis tages предпочита открити тревисти местообитания до 2000 метра над морското равнище. Използва различни местообитания, включително низини, горски сечища, крайбрежни дюни, железопътни линии и пустош.
Има от едно до три поколения годишно, като броят им зависи от температурите и надморската височина – в северните райони и на големи височини има само едно поколение. Периодът на летене е между април и август с фокус от началото на май до края на юни и максимум през последното майско десетилетие. Първо и второ поколение се припокриват. Второто поколение, което се среща само нередовно или регионално, винаги е значително по-слабо.

## Опазване
Няма данни видът да е застрашен в България.

## Етимология и таксономия
Родовото име идва от гръцките божества на отмъщението – еринии (на гръцки: Ἐρινύς).
Подвидовете са слабо дефинирани и включват Erynis tages unicolor, Фрейер, 1852 г., открит в Задкавказието.